# Poor Laws
Le Poor Laws erano un sistema assistenziale rivolto alle fasce più povere della popolazione, attuato in quello che è l'attuale Regno Unito (con formulazioni leggermente differenti tra Irlanda, Scozia e Inghilterra) nelle sue forme originarie a partire dal tardo Medioevo, prima di ricevere una definitiva codificazione sul finire del XVI secolo. Tale strumento giuridico rimase in funzione sino alla fine della seconda guerra mondiale, quando dovettero essere implementate forme alternative di stato sociale.
L'avvio dell'iter legislativo delle Poor Laws può essere datato a partire dal 1572, prendendo come riferimento preesistenti impianti legislativi di epoca Tudor, relativi all'assistenza di mendicanti e vagabondi. La storia delle Poor Laws in Inghilterra e Galles può essere schematicamente ripartita in due componenti: l'emanazione degli statuti definiti Old Poor Laws approvati durante il regno di Elisabetta I, e le New Poor Laws, approvate nel 1834, con modifiche significative che ammodernavano il precedente disegno di legge. In particolare veniva stabilita una centralizzazione sostanziale dell'assistenza, sottratta al controllo delle singole parrocchie e mirante alla creazione di workhouses da parte delle Poor Law Unions.
Il sistema previsto dalle Poor Laws non fu formalmente abolito fino al 1948, con la promulgazione del National Assistance Act. Tuttavia da tempo tale sistema di assistenza era entrato in declino, in seguito all'introduzione delle riforme liberali in materia di welfare, alla disponibilità di forme di assistenza alternative, quali società di mutuo soccorso e sindacati.

## Storia

### Poor Laws di epoca medioevale
La prima forma di Poor Law fu la cosiddetta Ordinanza dei Lavoratori ("Ordinance of Labourers") di epoca medioevale, promulgata da Edoardo III d'Inghilterra il 18 giugno del 1349, e ampliata nel 1350. Questo statuto fu approvato per far fronte alla situazione di degrado e impoverimento generalizzato venutasi a creare a seguito della grande epidemia di peste del 1348, con una diminuzione della popolazione compresa tra il 30 e il 40% del totale. Il declino della manodopera comportò un aumento della domanda di forza lavoro agricola in tutta l'isola e i proprietari terrieri si trovarono a dover scegliere tra due alternative: incrementare le retribuzioni per accaparrarsi i pochi lavoratori rimasti o in alternativa lasciare i terreni incolti.
La scelta ricadde sull'aumento delle retribuzioni ma ciò determinò un processo inflativo, a fronte della maggiore quantità pro-capite di moneta spendibile e dell'aumento del costo di produzione dei beni, sul quale incideva il costo del lavoro. Nel tentativo di contenere i prezzi venne approvata un'ordinanza (alla quale seguirono varie leggi, quali lo Statuto dei Lavoratori del 1351), che cercò di aumentare la manodopera disponibile imponendo a tutti coloro che erano abili di lavorare; in aggiunta i salari vennero riportati ai livelli precedenti all'epidemia, vietando gli aumenti dei prezzi del cibo. I lavoratori approfittarono della carenza di manodopera per lasciare i propri datori di lavoro e diventare uomini liberi; per evitare ciò Edoardo III approvò ulteriori leggi che punivano i lavoratori fuggiti.  Lo Statuto di Cambridge ("Statute of Cambridge"), che si aggiungeva a questi provvedimenti, venne approvato nel 1388 ponendo restrizioni ai mendicanti e allo spostamento della manodopera.

### Poor Laws nel periodo Tudor
Sono state formulate tra il 1597 e il 1601 dalla regina Elisabetta I. Garantivano un sussidio ai nullatenenti e alle famiglie che hanno perso il capofamiglia in guerra per proteggere la patria.

### New Poor Law
La New Poor Law, o Poor Law Amendment Act, fu approvata dal governo Whig inglese nel 1834. Con questa legge vennero istituite delle workhouses, apparentemente a favore dei cittadini lavoratori più poveri ma dove, in realtà, si praticava lo sfruttamento dei poveri (si pensi al romanzo Oliver Twist di Charles Dickens, dove Oliver viene espulso dalla workhouse in cui è stato mandato a lavorare solo perché, dopo un magro pasto, osa chiedere ancora un po' di zuppa per sé e gli altri bambini). Il principio era che la condizione poco agiata delle workhouse serviva per incoraggiare i poveri a lavorare sodo per migliorare la loro condizione sociale, ma allo stesso tempo nessuno veniva ricompensato per un lavoro ben fatto. A garanzia dell'adempimento del Poor Law Amendment Act venne creato il Board of guardians che amministrò le Poor Laws (Leggi sui poveri) nel Regno Unito dal 1835 al 1930.